# Jean Guiffrey
Pour les articles homonymes, voir Guiffrey.
Georges Henri Jean Guiffrey est un conservateur du département des peintures du musée du Louvre et un historien de l'art français né à Paris le 26 novembre 1870, où il est mort le 27 juillet 1952.

## Biographie
Jean Guiffrey est le fils de l'historien de l'art Jules Guiffrey.
Il suit les cours de l'École du Louvre puis, après son diplôme, entre au musée du Louvre en 1892 où il est conservateur-adjoint au département des peintures. 
Il est membre du comité exécutif de la Société de l'histoire de l'art français, trésorier du comité français pour l'Exposition universelle de Turin, secrétaire général pour l'exposition française d'art décoratif à Copenhague, secrétaire de la Société d'encouragement à l'art et à l'industrie et président de la Société de reproduction des dessins de Maîtres.
En 1911, le gouvernement français accepte qu'il soit conservateur des peintures du musée des beaux-arts de Boston pendant trois ans.
En 1914, il est engagé volontaire. Il est commandant de la section photographique de l'armée d'Orient à Salonique. Il est ensuite envoyé en mission aux États-Unis où il est chef de service au Haut-commissariat à Washington, en 1918.
Après la fin de la Première Guerre mondiale, il est nommé conservateur du département des peintures du musée du Louvre. Il  conserve ce poste jusqu'en 1934.
En 1929, avec Henri Verne, il refait la distribution des peintures du XIXe siècle dans les salles autour de la Cour Carrée après l'attribution au musée du Louvre d'une centaine de peintures provenant du musée du Luxembourg.

## Famille
- François Guiffrey, descendant d'une famille dauphinoise dont un ascendant était établi à Bardonnèche, négociant vivant à Saint-Didier-au-Mont-d'Or, marié à Victoire Aimée Caminet, fille de Georges Caminet (1739-1814)[5], élu à Lyon député de Rhône-et-Loire à l'assemblée législative de 1791[6],[7] ;
  - Jean-Baptiste Guiffrey (1793-1865), notaire en 1825, puis directeur du Sous-comptoir des entrepreneurs à Paris en 1850, officier de la Légion d'honneur en 1863[8], marié à Adèlaïde Trou dont il a eu six enfants ;
    - Georges Maurice Guiffrey (1827-1887), avocat, conseiller général des Hautes-Alpes, sénateur, chevalier de la Légion d'honneur[9] ;
    - Marie Guiffrey (née en 1837), mariée en 1861 avec Adrien Charles Bignon (1827-1895), général de division, commandeur de la Légion d'honneur[10] ;
    - Jules Marie Joseph Guiffrey, marié à Jeanne Sophie Georgette Bellenger, historien de l'art, officier de la Légion d'honneur ;
      - Georges Henri Jean Guiffrey (1870-1952), officier de la Légion d'honneur.

## Publications
- La collection Thomy-Thiéry au Musée du Louvre, Librairie de l'art ancien et moderne, Paris, 1903 (lire en ligne)
- avec Marcel Pierre, Inventaire général des dessins du Musée du Louvre et du Musée de Versailles, tome 1 : Adam-Bouchardon, tome 2 : Bouchardon-Callot, tome 3 : Callot-Corneille, tome 4 : Corot-Delacroix, tome 5 : Delamonce-Géricault, tome 6 : Gillot-Ingres, tome 7 : Isabey-Lebrun, tome 8 : Lebrun-Leclerc, Librairie centrale d'art et d'architecture, Paris, 1907-1913
- Catalogue raisonné de l'oeuvre peint et dessiné de J.-B.-Siméon Chardin, suivi de la liste des gravures exécutées d'après ses ouvrages, imprimerie G. Kadar, Paris, 1908
- avec Gustave-Roger Sandoz, Exposition française d'art décoratif de Copenhague, 1909, Comité français des expositions à l'étranger, Paris, 1909
- avec Alexandre Tuetey, La Commission du Muséum et la création du Musée du Louvre (1792-1793), Paris, 1910 (lire en ligne)
- avec Gaston Migeon et Gaston Brière, La Collection Schlichting au musée du Louvre, imprimerie Durand, Chartres, 1921
- L'œuvre de Pierre-Paul Prud'hon, Archives de l'art français, Paris, 1924

## Distinctions
- Officier de l'instruction publique
- Chevalier de la Légion d'honneur, en 1920[11] ;
- Officier de la Légion d'honneur, en 1927.

## Documentation
Ses archives sont déposées à l'Institut national d'histoire de l'art.